# 黃寶慧
黃寶慧（1966年2月7日—），中華民國新聞人物，出生於台灣省嘉義市，為台灣第一家書局《蘭記書局》第三代代表，台灣唯一14次面對面訪問11位世界元首的媒體人。

## 學歷
- 台灣大學 國際企業系 博士候選人
- 美國哈佛大學公共行政碩士
- 加州聖荷西州立大學大眾傳播碩士
- 台灣輔仁大學德文系畢業

## 經歷
- 1994年-2000年 TVBS 無線衛星電視台 主播
- 2001年-2003年 香港東風電視台副總經理
- 2003年6月-2008年11月 東森亞洲台/台長  東森電視海外事業部/副總經理
- 2008年11月-2011年 寶立旺國際媒體廣告股有限公司 總經理
- 2009年1月-2014年 中天電視/董事 中視文化/董事
- 2009年2月-2014年 香港亞視/董事
- 2010年-2019年 旺旺寬頻/董事
- 2011年-迄今 東森新媒體控股股份有限公司/執行董事
- 2013年-2018年 中華民國哈佛校友會第9/10/11屆校友會理事
- 2019年-迄今 中華民國哈佛校友會第12屆校友會監事
- 2018年-2021年7月《慧眼看天下》主持人
- 2022年5月-迄今 三立iNEWS《世界面對面》主持人

## 與世界領袖的對話
致力於國際領袖專訪，為台灣在國際發聲，讓台灣與世界接軌，為台灣唯一14次成功與11位世界級領袖面對面對談的女性專業人士。
- 1994年12月專訪美國前總統 乔治·赫伯特·沃克·布什
- 1997年 8月專訪巴拿馬總統 巴雅達雷斯
- 2000年10月專訪新加坡內閣資政 李光耀
- 2001年 1月專訪菲律賓前總統 羅慕斯
- 2002年10月訪談馬來西亞首相 馬哈迪·莫哈末
- 2005年 2月專訪美國前總統 柯林頓
- 2005年 4月專訪薩爾瓦多副總統 艾絲科芭
- 2006年 5月訪談南非前總統 戴克拉克
- 2010年11月訪問美國前總統 柯林頓
- 2015年10月專訪台灣總統 馬英九
- 2018年 7月專訪馬來西亞首相 馬哈迪·莫哈末
- 2019年 1月專訪台灣總統 蔡英文
- 2019年 1月專訪台灣前總統 馬英九
- 2019年10月專訪馬來西亞人民公正党主席 安華

## 著作
- 《碩士論文：矽谷華人之媒體使用與其文化同化過程》（1993年12月）
- 《哈佛歲月》  商智文化出版事業  台北 （2001年9月）
- 《記憶裡的幽香：嘉義蘭記書局史料文集百年紀念版》（2017年11月）
- 《我和總統面對面--黃寶慧和世界領袖的十次對話》（2018年4月）

## 外部連結
- 黃寶慧的Facebook專頁